# 후지와라노 스미토모

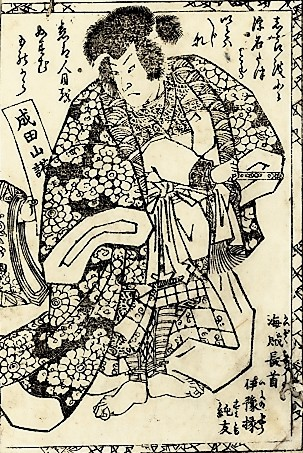
후지와라노 스미토모. 에도 시대인 안세이(安政) 2년(1855년)에 그려진 그림이다. 쓰쿠토(築土) 진쟈 소장.

후지와라노 스미토모(일본어: 藤原純友, 간표(寬平) 5년(893년)? - 덴교(天慶) 4년 6월 20일(양력 941년 7월 21일))는 일본 헤이안 시대(平安時代)의 귀족, 무사이자 해적이다. 고다이벤(右大弁) 후지와라노 도쓰네(藤原遠經)의 손자이자 다자이쇼니(大宰少貳) 후지와라노 요시노리(藤原良範)의 셋째 아들. 동생으로 후지와라노 스미노리(藤原純乘)가 있다. 관위는 종5위하 이요노죠(伊予掾).
덴교 3년(940년) 2월 6일, 세토우치 지방에서 반란을 일으켰으며, 이는 간토(關東) 지방에서 다이라노 마사카도(平將門)가 일으킨 난과 함께 조헤이 · 덴교의 난으로 불린다.

## 경력
후지와라 일문 가운데서 가장 돋보인 후지와라 홋케(北家) 출신으로서 대숙부로는 셋쇼(攝政) 후지와라노 모토쓰네(藤原基經)가 있지만 일찍 아버지를 잃어, 교토에서의 출세는 기대할 수 없게 되었다. 
지방관으로서 당초에는 당숙인 이요노카미 후지와라노 모토나(藤原元名)를 따라 종7위하 이요노죠로서 당시 세토우치에 발호하던 해적들을 진압하는 임무를 띠고 있었다. 하지만 모토나가 귀임한 뒤에도 교토로 가지 않고 이요에 그대로 머무르게 된다. 조헤이(承平) 6년(936년)경에는 해적의 두령이 되어, 이요(에히메현)의 히부리 섬을 근거지로 삼아 1천 척 이상의 배를 거느리고 주변 해역을 휩쓸며, 이윽고 세토나이카이 전역에 세력을 떨치게 된다.
간토에서 다이라노 마사카도가 난을 일으켰을 무렵과 거의 때를 같이 하여 세토우치의 해적을 이끌고 난을 일으킨 후지와라노 스미토모의 세력은 기나이에까지 진출했고 덴교 2년(939년) 12월에는 부하 후지와라노 후미모토(藤原文元)로 하여금 비젠노스케(備前介) 후지와라노 다네타카(藤原子高)·하리마노스케(播磨介) 시마다 고레모토(島田惟幹)를 셋쓰(攝津)의 스기역(須岐驛)에서 습격하게 하여 사로잡았다. 이때 다네타카는 귀와 코가 잘리고 아내를 빼앗겼으며 그의 아이들은 모두 살해당했다. 그 당시 도고쿠에서도 다이라노 마사카도가 모반을 일으켜 '신황'을 칭했다는 보고가 교토에 전해졌으므로 당시 일본 조정은 경악할 수밖에 없었고, 다이라노 마사카도와 후지와라노 스미토모가 동·서에서 함께 작당해 모반을 일으킨 것이 아니냐는 두려움까지 나올 판이었다.
교토 조정은 스미토모 추토를 위해 1월 16일에 산요도추포사(山陽道追捕使)의 장관으로 오노노 요시후루(小野好古), 차관에 미나모토노 쓰네모토(源經基) 등을 임명하였다. 30일에는 스미토모의 회유를 꾀하려 그에게 종5위하를 내렸는데(그때 병력의 대부분은 도고쿠, 다이라노 마사카도를 진압하는 데에 집중시키고 있었다) 스미토모는 일단 조정의 위계 하사를 받기는 했지만, 해적 행위는 그만두지 않았고 이듬해 덴교 3년(940년) 2월에는 아와지(淡路)의 병기고를 습격해 그곳에 있던 무기를 빼앗았다. 
그 무렵 수도에서는 각지에서 방화 사건이 빈번하게 일어났는데, 오노노 요시후루는 "스미토모가 배를 타고 지금 올라오고(교토로 향하고) 있습니다."라고 보고한다. 조정에서는 스미토모가 수도를 습격하는 것은 아닐까 두려워하여 궁정의 14문마다 군사를 배치하고 2월 22일에는 수도 교토가 있는 야마시로(山城)의 입구인 야마자키에 경비를 강화하지만, 나흘 뒤인 26일에 원인을 알 수 없는 불이 나서 야마자키가 전소된다. 이러한 일련의 사건들과 스미토모와의 관계에 대해 스미토모군의 간부로 전임 야마시로노죠(山城掾)였던 후지와라노 미타쓰(藤原三辰)가 포함되어 있었던 것이나 앞서 후지와라노 다네타카 습격 사건 등으로 미루어, 스미토모의 세력은 단순히 세토나이카이에만 그치지 않고 헤이안쿄 주변에서 셋쓰에 걸쳐 분포하던, 조정 및 관아로부터 '도적'이라 불리던 무장한 불만분자들에게까지 침투해 있어 수도에 직접적인 위협이 되었다는 점에서, 후지와라노 스미토모의 난은 지극히 심각한 상황이었다는 견해도 있다.
야마자키가 전소되기 전날인 2월 25일, 다이라노 마사카도가 후지와라노 히데사토(藤原秀鄕)·다이라노 사다모리(平貞盛) 등에게 토멸되었다는 보고가 수도에 도착했다. 다이라노 마사카도가 진압되어 병력을 서쪽으로 집중시킬 수 있게 된 교토 조정은 더욱 적극적으로 스미토모 토벌에 나섰다. 5월에 마사카도 진압을 위해 파견된 동정군이 귀경한 뒤, 6월에 후지와라노 후미모토를 후지와라노 고타카 습격범으로 단정하고 그에 대한 추토령이 내려졌다. 이는 마사카도 토벌의 성공으로 스미토모 진압에 대한 자신감이 고취된 조정이 스미토모를 도발하여 순순히 후미모토를 인도하고 조정에 복종할 것인지 아니면 역적으로서 토벌될지를 놓고 양자택일을 강요하는 것이었다. 
이 첩보에 동요했는지 스미토모는 그 직후 히부리시마에서 약탈했던 배를 돌려주었다. 그리고 6월에는 규슈의 다자이후(大宰府)에서 올리는 보고서와 고려로부터의 첩장이 무사히 도착했고, 7월에는 사다이진 후지와라노 나카히라(藤原仲平)가 중국 오월(吳越)에 사자를 파견하는 등 잠잠한 상황이 이어졌지만, 8월에 스미토모는 다시 4백여 척의 배를 이끌고 이요와 사누키(讚岐)의 관청을 습격해 불사르고 비젠(備前)·빈고(備後)의 병선 100여 척도 태워버린 뒤, 나가토(長門)를 습격해 관물을 약탈했다. 10월에는 마침내 규슈의 최대 지휘부였던 다자이후까지 습격해 추토사의 군사를 패배시키고 약탈을 감행했다. 11월에는 스오(周防)의 주전사(鑄錢司)를 습격해 불태웠으며, 12월은 도사(土佐)의 하타군(幡多郡)을 습격한다.
덴교 4년(941년) 2월, 스미토모군의 간부인 후지와라노 쓰네토시(藤原恒利)가 조정군에 항복했고, 조정군은 그에게서 받은 정보를 근거로 스미토모의 본거지 히부리 섬을 쳐서 깨뜨렸다. 스미토모는 서쪽으로 도망쳐서 다자이후를 쳐서 점령하지만, 스미토모의 아우인 후지와라노 스미노리가 야나기가와(柳川)에 침공했다가 가바이케(蒲池)에서 다자이곤노소치(大宰權守) 다치바나노 기미요리(橘公賴)에게 패한다. 5월에 오노노 요시후루가 이끄는 조정군이 규슈에 도착했다. 스미후루는 육로로, 사칸(主典) 오쿠라노 하루자네(大藏春實)는 수로로 나아가 스미토모를 쳤다. 스미토모는 다자이후를 불태워버리고 하카타 만에서 하루자네가 이끄는 조정측 수군을 맞아 싸웠다. 격전 끝에 스미토모 선단은 크게 패하고 8백여 척의 배를 빼앗겼다. 스미토모는 아들 시게타마루(重太丸)과 함께 작은 배를 타고 이요로 피했지만, 동년 6월에 이요의 경고사(警固使) 다치바나노 도야스(橘遠保)에게 붙들려 옥사했다(《일본기략》에는 도야스에게 죽었다고 한다).
다이라노 마사카도의 난이 불과 두 달 만에 평정된 것에 비하면 후지와라노 스미토모의 난은 거의 2년에 걸쳤다. 또한 스미토모의 전투 모습은 《스미토모추토기》로서 추포사에 의해 정부에 보고되었다 여겨지며, 그 내용의 일부가 《부상략기》에 인용되어 있다.
후지와라노 스미토모를 신으로 모시는 신사(神社)로 오카야마현(岡山県) 마쓰시마(松島)의 스미토모 신사(純友神社), 에히메현(愛媛県) 니이하마시(新居浜市)의 나카노 신사(中野神社)가 있다.

## 계보
- 아버지: 후지와라노 요시노리(藤原良範)
- 어머니: 불명
- 생모 불명
  - 아들: 후지와라노 아리노부(藤原有信)
  - 아들: 후지와라노 기넨(藤原紀年)
  - 아들: 후지와라노 이오마루(藤原伊王丸, 관례 뒤에는 요시즈미良純로 불렸다 하나 불명)
  - 아들: 후지와라노 나오즈미(藤原眞純,[1] 또는 直純[2] 로도 표기）

스미토모가 후지와라의 혈통이라는 점과 관련해서 유력한 이설이 있는데, 그것은 스미토모가 원래 오오야마즈미(大山積神)를 조상으로 하는 이요의 호족 오치씨(越智氏) 일족으로서 원래는 이마바리(今治)의 다카하시사토(高橋鄕)의 다카하시노 도모히사(高橋友久)의 아들이었는데, 요시노리가 이요의 고쿠시로 부임했을 때 그의 양자가 되어 후지와라 성을 자칭했다는 것이다.
후세에 아리마(히젠 아리마 씨) 집안이나 오무라 집안 등은 후지와라노 스미토모의 자손을 칭했다. 지쿠고(筑後)의 가바이케 씨(蒲池氏) 집안도 후지와라노 스미토모의 후예라는 전승이 있다.

## 근년의 연구
최근의 연구에서는 스미토모가 진압(무력행사 내지 회유)한 해적과, 난을 일으킨 스미토모가 휘하에 거느렸던 해적의 성격 차이가 지적되고 있다. 
전자의 해적들은 당시 일본 조정의 기구 개혁으로 인원이 삭감되면서 실직 신세로 내몰린 세토나이카이 부호층 출신의 사인들로, 기존에 자신들이 행해 오던 조세 징수의 기득권을 주장하며 교토로 운반하는 조세의 탈취를 도모하던 존재들이었다.
그에 반해 스미토모가 난을 일으켰을 때에 거느리고 지휘한 후자의 해적은 전자의 해적을 진압하고 나서도 ‘치안 유지’ 명목으로 반강제적으로 현지에 붙들려 있던, 무예에 뛰어난 중급 관리층으로 부모 세대의 요절 등으로 위계 상승의 기회를 잃고 교토의 귀족 사회에서 탈락한, 무공을 세우고 그 훈공을 인정받아 자신들의 입지 회복 및 상승을 도모했던 사람들이었다. 즉 도고쿠 등지의 1세대의 무사와 거의 같은 입장의 사람들이었던 것이다. 
하지만 훗날 후지와라노 스미토모의 난에 가담하여 스미토모를 따르게 되는 이들 중급 관리층은 스미토모와 비슷하게 기껏 세운 훈공을 자신보다 높은 지위를 가진 수령층의 하급 귀족들에게 가로채이는 것은 물론, 수령으로 지방에 부임해오는 자들의 착취 대상이 되거나 하면서 수령들에 대한 불만을 키워갔다. 그리고 스미토모가 봉기하자 그에 가담하게 된다.
스미토모의 아버지 요시노리의 사촌형제에 해당하는 후지와라노 모토나가 조헤이 2년부터 5년에 걸쳐 이요노카미 즉 이요의 수령(태수)였던 점도 주목받고 있다. 스미토모는 이요의 태수 모토나의 대행으로서 이요 현지에 파견되어 교토까지 조세를 운반하는 임무를 맡아 수행하면서, 그 과정에서 당시 부호 출신의 사인이 대부분이던 해적 세력들과 관계를 형성했다고 여겨지고 있다.

## 다이라노 마사카도와의 공모설
거의 비슷한 시기에 각기 서쪽과 동쪽에서 일어났던 반란에 대해서 이러한 설이 전한다. 교토에서 조정에 중급 관리로서 출근하고 있던 젊은 다이라노 마사카도와 후지와라노 스미토모가, 어느날 함께 히에이 산에 올라 헤이안쿄를 내려다 보았다. 그곳에서 두 사람은 훗날 난을 일으켜 이 수도를 차지하고, 마사카도는 간무 천황의 자손이니 천황이 되고, 스미토모는 후지와라씨니 간파쿠가 되자고 맹세했다는 것이다. 이러한 전설을 증명이라도 하듯 히에이 산 위에는 지금도 이 전설과 관련된 '마사카도 바위'도 남아 있다. 당시 구교들의 일기에도 이 두 난에 대해서 '계략을 서로 맞추어'라고 적은 것이 보이는 데에서, 당대에도 두 사람이 서로 함께 모의한 것이 아니냐는 의심이 꽤 많이 있었음을 알 수 있다.
하지만 실제로 양자가 공동 모의한 흔적은 없고 오히려 자신의 지위 향상을 목표로 하다가 그만 무장봉기로 몰려 '역적'이 된 색조가 더 강하며, 그 시점이 우연히 서로 일치했을 뿐이다. 한편 마사카도에 습격을 받아 고쿠시의 인일(印鎰)을 뺏기고 교토로 도망쳤던 고즈케노스케(上野介) 후지와라노 히사노리는 스미토모의 친숙부인데, 앞서 일어난 마사카도의 움직임이 히사노리의 친족이기도 한 스미토모에게 어떤 심리적 영향을 주었을 가능성까지 배제할 순 없다는 견해도 있다.

## 같이 보기
- 다이라노 마사카도
- 반란
- 해적
- 후지와라씨